# Lovro Radonjić
Lovro Radonjić   (Korčula, 26 de novembre de 1925 - Rijeka, 31 de juliol de 1990) va ser un waterpolista i nedador croat que va competir sota bandera iugoslava durant les dècades de 1940 i 1950.
El 1952 va prendre part en els Jocs Olímpics de Hèlsinki, on guanyà la medalla de plata en la competició de waterpolo. Quatre anys més tard, als Jocs de Melbourne, guanyà una nova medalla de plata. La seva tercera i darrera participació en uns Jocs fou el 1960, a Roma, on disputà la prova dels 200 metres papallona del programa de natació. Fou eliminat en sèries.
En el seu palmarès també destaquen tres medalles al Campionat d'Europa de waterpolo, de plata el 1954 i 1958, i de bronze el 1950, i la medalla d'or als Jocs del Mediterrani de 1959.